# Kleinbockenheim
Kleinbockenheim am nördlichen Ende der Deutschen Weinstraße im Weinanbaugebiet Pfalz war früher ein eigenständiges Winzerdorf und bildet seit 1956 zusammen mit dem zweiten Ortsteil Großbockenheim die Ortsgemeinde Bockenheim an der Weinstraße im Landkreis Bad Dürkheim (Rheinland-Pfalz).

## Geographie

### Geographische Lage
Kleinbockenheim liegt im Norden des Bockenheimer Gemeindegebiets auf einem Hügel im Bereich des Grabenbruchs zwischen Mittelgebirge und Rheinebene. Unweit westlich und nördlich verlaufen die Grenzen zur Ortsgemeinde Kindenheim sowie zum Donnersbergkreis und zum Landkreis Alzey-Worms. Mit Großbockenheim ist der Ort baulich inzwischen zusammengewachsen, so dass keine räumliche Trennung mehr möglich ist. Zu Kleinbockenheim gehören unter anderem die Straßen Leininger Ring, Schlossweg und Schlosstreppe.

### Erhebungen und Gewässer
Nördlich des Siedlungsgebiets erstreckt sich der Kieselberg, der zur Hügelzone am Westrand der Rheinebene gehört. Er trennt das Einzugsgebiet des dort von Südwest nach Nordost fließenden Kinderbachs, eines rechten Zuflusses der Pfrimm, von demjenigen des Eisbachs, der einige Kilometer südlich davon fließt.

## Geschichte
Der älteste erhaltene Beleg, in dem zwischen Bockenheim superior (Großbockenheim) und Bockenheim inferior (Kleinbockenheim) unterschieden wird, ist eine Urkunde vom 5. Januar 1285. Zu diesem Zeitpunkt war Kleinbockenheim als Reichslehen bereits in den Händen der Grafen von Leiningen. Das Patronatsrecht für den befestigten Kirchenbezirk rund um die heutige Martinskirche lag allerdings beim Kloster St. Maria in Wadgassen. Auch das Kloster Otterberg war im Ort begütert.
1471 wurde der Ort im sogenannten Pfälzischen Krieg völlig niedergebrannt. Am 23. Dezember 1582 kaufte Graf Emich XI. von Leiningen-Dagsburg-Hardenburg die Besitzung des Klosters Wadgassen in Kleinbockenheim, und die ehemaligen Klostergebäude auf dem heutigen Kirchenhügel wurden in ein bescheidenes Renaissanceschloss unter dem Namen Emichsburg umgewandelt. Nach mehreren Brandschatzungen und der endgültigen Vertreibung des Leininger Grafenhauses im Zuge der Französischen Revolution wurden die Schlossbauten nach 1794 von der Bevölkerung bis auf das Renaissance-Tor abgebrochen und als Baumaterial genutzt.
Von 1798 bis 1814, als die Pfalz Teil der Französischen Republik (bis 1804) und anschließend Teil des Napoleonischen Kaiserreichs war, war Kleinbockenheim in den Kanton Grünstadt eingegliedert und besaß eine eigene Mairie. 1815 hatte der Ort insgesamt 546 Einwohner. Von 1818 bis 1862 war Klein-Bockenheim – so die damalige Schreibweise – Bestandteil des Landkommissariats Frankenthal, das anschließend in ein Bezirksamt umgewandelt wurde.
1928 hatte der Ort 722 Einwohner, die in 142 Wohngebäuden lebten. Sowohl die Katholiken als auch die Protestanten gehörten seinerzeit zur jeweiligen Pfarrei von Großbockenheim. Die jüdische Gemeinde besuchte die Synagoge in Großbockenheim. 1938 wurde der Ort in den Landkreis Frankenthal eingegliedert. Nach dem Zweiten Weltkrieg wurde Kleinbockenheim innerhalb der französischen Besatzungszone Teil des damals neu gebildeten Landes Rheinland-Pfalz. 1956 erfolgte die Zusammenlegung mit der Nachbargemeinde Großbockenheim zur neuen Gemeinde Bockenheim an der Weinstraße.
Im Zuge der ersten rheinland-pfälzischen Verwaltungsreform wechselte der Ort 1969 in den neu geschaffenen Landkreis Bad Dürkheim. In der Folgezeit wurde die Lücke zwischen Klein- und Großbockenheim immer kleiner, weil die Gemeinde Bockenheim und die von 1972 bis 2017 existierende Verbandsgemeinde Grünstadt-Land dort unter anderem das Bürgerhaus Emichsburg, den Festplatz und das Haus der Deutschen Weinstraße anlegten.

## Wappen
|                            | Kleinbockenheim |
| Wappen von Kleinbockenheim | Blasonierung: „In Blau auf schreitendem silbernem Pferd mit goldener Mähne, Zaumzeug, Sattel und Schweif ein golden nimbierter Heiliger in silbernem Untergewand, rotem Mantel, goldenem Bein- und Brustpanzer sowie rotem Hut mit silbernem Stulp, mit seinem goldbeknauften, silbernen Schwert den roten Mantel mit dem am Boden sitzenden Bettler in natürlichen Farben und goldenem Lendenschurz teilend.“ |
| Wappen von Kleinbockenheim | Wappenbegründung: Das Wappen geht auf ein 1510 bezeugtes Gerichtssiegel zurück, welches in veränderten Formen, so 1814, noch 1818 mit einem napoleonischen Hut, die bekannte Martinsszene darstellt. Die Martinsdarstellung im Siegel wiederum geht zurück auf die alte Pfarrkirche von Kleinbockenheims, die dem hl. Martin geweiht war. Hiervon unterscheidet sich nicht ein aus der ersten Hälfte des 19. Jahrhunderts überlieferter Siegelstempel. Die Genehmigung erfolgte am 15. Mai 1855 durch König Maximilian II. Wappen der vormals eigenständigen Gemeinde |

## Sehenswürdigkeiten

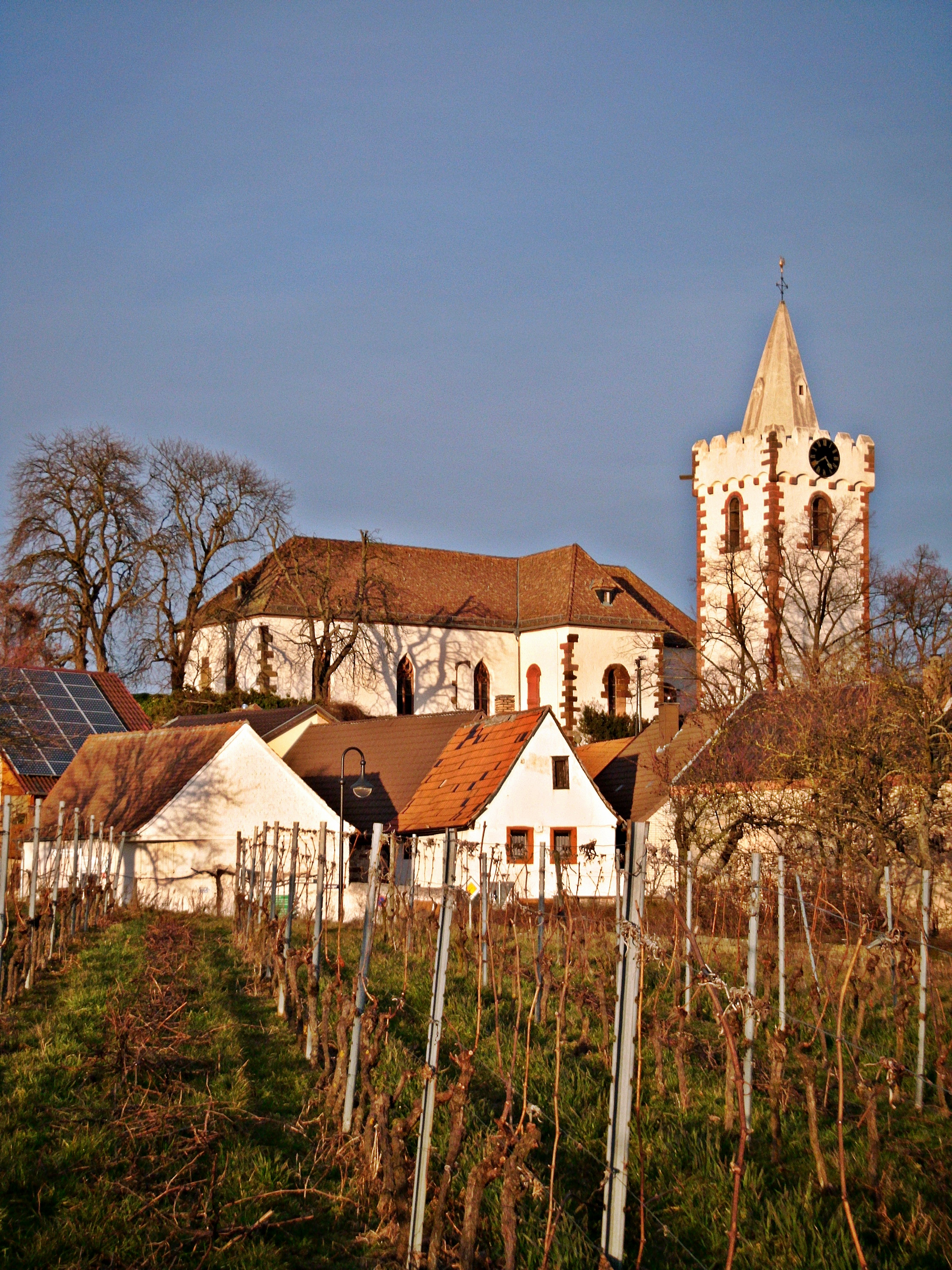
Martinskirche Kleinbockenheim

Die ehemalige Emichsburg und der Ortskern mit der Martinskirche bilden eine Denkmalzone; daneben existieren insgesamt 25 Einzeldenkmäler.

## Infrastruktur
Der heutige Weinbaubetrieb auf dem ehemaligen Burg- bzw. Schlossgelände firmiert unter dem Namen Schlossgut.
Die Deutsche Weinstraße, die mit der Bundesstraße 271 identisch ist, durchquert den westlichen Siedlungsbereich von Süd nach Nord. Östlich der Wohnbebauung verläuft die Bahnstrecke der Pfälzischen Nordbahn Neustadt–Monsheim.

## Persönlichkeiten

### Söhne und Töchter des Ortes
- Heinrich Janson (1869–1940), Politiker (DVP)
- Eugen Ackermann (* 1949), Politiker (SPD)

### Personen, die vor Ort gewirkt haben
- Emich IX. errichtete 1502 die Emichsburg neu.
- August Greifzu restaurierte 1906 die örtliche Martinskirche.
- Rudolf Henn errichtete 1929 das örtliche Kriegerdenkmal.
- Johann Georg Keifflin war vor Ort Pfarrer.
- Karl Ludwig von Leiningen-Dagsburg-Emichsburg ließ 1730 die Emichsburg neu erbauen.